# Natalie Morales
Natalie Morales (1985) is een Amerikaans actrice. Ze is vooral bekend door haar voormalige rol Lauren Cruz in de televisieserie White Collar, en door haar gastrol Anya Boa Vista in de televisieserie CSI: Miami.
Morales sprak ook een bijrol in, Miss Calleros, voor de animatiefilm Spider-Man: Into the Spider-Verse uit 2018.
- International Standard Name Identifier: 0000 0001 1208 0499
- Library of Congress Control Number: no2011004922
- Nationale Bibliotheek van Tsjechië: xx0305519
- Virtual International Authority File: 163182246
- WorldCat: E39PBJycMHV9DXfX9KVdCyvPwC